# Yamandu Costa
Pour les articles homonymes, voir Costa.
Yamandu Costa, est un compositeur et guitariste brésilien né le 24 janvier 1980 à Passo Fundo, Rio Grande do Sul, Brésil.

## Biographie
Yamandu Costa a commencé à jouer de la guitare à l’âge de 7 ans avec son père Algacir Costa, leader du groupe musical Os Fronteiriços (Les Frontaliers).
Il s’est perfectionné avec Lucio Yanel, argentin virtuose installé au Brésil. Jusqu’à l’âge de 15 ans, son unique école fut la musique régionale du Sud du Brésil, de l'Argentine et de l'Uruguay. Après avoir écouté Radamés Gnatalli, il fit de nouvelles recherches sur d’autres musiciens brésiliens comme Baden Powell, Tom Jobim, Raphael Rabello, parmi d'autres.
Yamandu Costa se distingue notamment pour ses interprétations virtuoses de choros, (la samba classique des années 1920) et de bossa nova. Mais il se passionne en fait pour tous les genres musicaux, comme les milongas, tangos, zambas et chamamés et d'autres  rythmes appartenant à la culture brésilienne.
Ce musicien ne se classe dans aucun courant musical : il a créé son propre style avec son instrument de prédilection, la guitare à 7 cordes.

## Participations

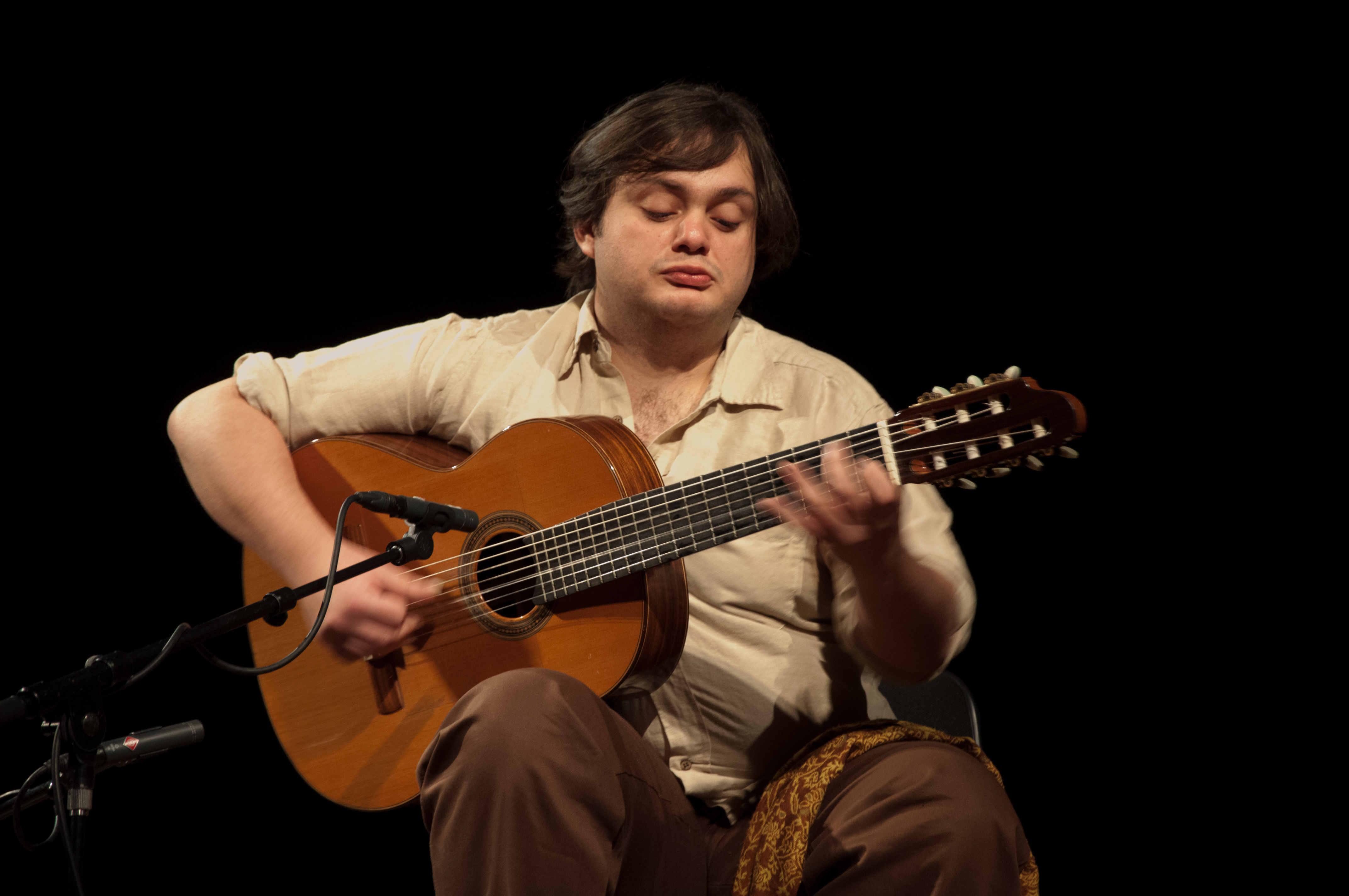
Yamandu Costa en 2009. Photo André SZEP

Melbourne Jazz Festival – Mai 2007
Concert Amnesty International - Orchestre National de France – directeur 
musical Kurt Masur – Yamandu Costa – Paris 31 mars 2007 Lancement de CD “ IDA 
E VOLTA” – Bruxelles – 25 mars 2007
Concert “ Suite pour guitare à sept cordes et Orchestre” Orchestre National de 
France – directeur musical Kurt Masur – Yamandu Costa – Paris 23 mars 2007 
Lancement de son CD “ Yamandu Costa – Tokio Session” - 2006
Tim Festival – Vittorio/ES/Brésil – 2006
Film – Brasileirinho - Mika Kaurismaki/2006
Film – “VINICIUS” - Miguel Faria Jr. /2005
Lancement de son premier DVD – Yamandu Costa (direct live) – Décembre/2005 
Événement: Musique du Brésil – Europe – 2005
Evénement: Natura – Hommage à Tom Jobim – Toulouse (Río Loco) et Paris – 
2005 Festival de Nimègue/Hollande - 2005
Événement: Brésil en France – Banlieues Bleues et Opera Garnier 2005
Événement: “La Fiesta de Bolivar” – Quito et Guayaquil/Équateur – 2005 Concert 
Théâtre “ Sala São Paulo ” avec OSESP et Le Chef d’Orchestre Roberto Mincsuk – 
2005 Lancement de son quatrième CD “ El Negro Del Blanco” – 2005
Prix Tm – Meilleur Instrumentiste – 2004
Lancement de son troisième CD “ Yamandu direct live” – Studio Indépendant – 
2003 XI Festival de Musique Instrumentiste – 2003
Festival de la Guitare au Chili – 2003
Concert avec l'Orchestre de Camera du Théâtre “ São Pedro” – Porto Alegre/Brésil 
– 2003 Concert Dana avec Orchestre d’Ulbra – Porto Alegre/Brésil – 2003
Midem – 37th International Music Market – 2003
Yamandu et Les Frères “Flores” (Argentine) – SESC/SP – 2002
Prix Caras 2002 – Révélation 2001 – Jury officiel et populaire
Circuit Culturel de la Banque du Brésil (Tournée par les capitales du Brésil) 
-2002 Festival d’été Littoral – au nord de São Paulo – 2002
Festival de Jazz de Londrina – 2002
33e Festival International d’hiver de Campos de Jordão – 2002
32e Festival International d’hiver de Campos de Jordão – 2001
Free jazz Festival – Rio de Janeiro et São Paulo – 2001
Festival de la Guitare – Chili 2001
Lancement du CD Prix Visa Instrumental – 2001
Vainqueur du Prix Visa Édition Instrumental – Jury officiel et populaire – 2001 
Circuit Culturel de la Banque du Brésil – Participation Spéciale – 1999 Festival 
de Nashville (États-Unis) – 1998
25e Prix Meilleurs Instrumentistes du “Rio Grande do Sul”/Trophée Révélation 
1998 Tournée à Buenos Aires et Montevidéo – 1998
Vainqueur du Prix “ California de Uruguaiana” - 1995

## Discographie
2006 – CD “Yamandu Costa – Tokio Session”
2005 – DVD Yamandu Costa Direct Live
2004 – CD “El Negro Del Blanco” / Yamandu Costa et Paulo Moura
2003 – CD “Yamandu Direct Live”
2001 – CD “Yamandu” – Prix Visa
2000 – CD “Dois Tempos” (Deux Temps) Lucio Yanel et Yamandu Costa